# Da-iCE
Da-iCE（ダイス）は、日本の5人組ダンス&ボーカルグループ。所属事務所はエイベックス・クラン。所属レーベルはavex trax。
4オクターブのツインボーカルを特徴としている。「Da-iCE」というアーティスト名は、「DANCE」とサイコロの「DICE」を掛け合わせた造語で、メンバー5人（5面）にファンを加えた6面で「Da-iCE」が形成されるという意味を持っており、そこからファンの名称は6面（ロクメン）となった。また小文字で表記した「a-i」には、愛を持ったアーティストでありたいという願いが込められている。2021年12月には『CITRUS』で第63回日本レコード大賞を受賞し、2024年12月31日には「I wonder」で初の紅白歌合戦出場を果たした。

## 来歴
2011年1月17日にグループを結成。当初は「BLACK OUT」という名前で活動予定だったが、東日本大震災により英語で「停電」という意味が含まれていることから改名。4月11日に初ライブを東京・渋谷VUENOSで行う。当時の持ち曲は「New day」と「To the last man」の2曲のみだった。
2012年12月12日、1stミニアルバム『Da-iCE』リリース。オリコンデイリーチャート15位、レコチョク着うた総合デイリー1位にチャートイン。
2013年1月、初のワンマンツアー「Da-iCE LIVE TOUR 2013 〜PHASE0〜」開催。6月5日、インディーズ1stシングル『I'll be back』リリース。オリコンウィークリーチャート14位、デイリーチャート最高位12位を獲得。インディーズアーティストでは異例の2作連続レコチョク着うた総合1位を獲得。7月11日、「Da-iCE LIVE TOUR 2013 -PHASE 1-」ツアーファイナルのZepp DiverCity TOKYOでの公演にて2014年のメジャーデビューすることを発表。9月5日に配信されたUSTREAM番組『Da-iCE.TV』にてユニバーサルシグマからデビューすることを発表し、10月31日に配信されたUSTREAM番組『Da-iCE.TV』にてメジャー・デビュー・シングルの発売日が決定。デビュー曲をファン投票によって決定する「デビュー曲国民投票」を実施。11月9日、オリコン主催のイベント『oricon Sound Blowin' 2013 〜autumn〜』（SHIBUYA O-EAST）にて、国民投票1位となった「SHOUT IT OUT」でのデビューを発表。
2014年1月15日、1stシングル『SHOUT IT OUT』にてメジャー・デビュー。オリコンウィークリーチャート4位にランクイン。1月18日、メジャー・デビューを記念したSHOWCASE LIVE「Da-iCE the SHOWCASE LIVE」がShibuya duo MUSIC EXCHANGEにて開催。
2014年4月2日、オフィシャルファンクラブ「a-i(エーアイ)」を設立。10月15日、メジャー1stアルバム『FIGHT BACK』をリリース。オリコンデイリーチャート1位にランクイン。同時に、ツアー映像を収録したDVD『Da-iCE LIVE TOUR 2013 -PHASE 2-』発売。
2015年3月2日、「第29回日本ゴールドディスク大賞」にて“ベスト5・ニューアーティスト賞”を受賞。
2017年1月17日、初の日本武道館での公演「Da-iCE PHASE 5 FINAL in 日本武道館」を開催。
2019年6月6日、初のベスト・アルバム『Da-iCE BEST』をリリース。同時にLIVE DVD&Blu-ray『Da-iCE 5th Anniversary Tour -BET-』を発売。
2019年12月18日、27thシングル『BACK TO BACK』をリリース。Da-iCE初のオリコンウィークリーチャート1位を獲得した。
2020年6月27日、ユニバーサルシグマからavex traxへの移籍を発表。“五感で感じるエンターテインメント”をコンセプトに、音楽で五感を体感する作品を6ヶ月連続でリリースすることを発表。
2020年10月にドラマ『極主夫道』主題歌の「CITRUS」を配信、同年11月にCD(1万枚完全生産限定であった)リリース。2021年9月にストリーミング累計再生回数1億回を突破したうえ、同年末には日本レコード大賞を受賞した。
2021年12月30日、第63回日本レコード大賞を21stシングル「CITRUS」で受賞。大晦日には、日本武道館で開催の『ももいろ歌合戦』へ初出場。しかし、『第72回NHK紅白歌合戦』（NHK）への出場はならなかった。
2022年8月22日、配信限定シングル『イマ』をリリース。
2022年11月、配信限定シングル『イマ』表題曲である「スターマイン」が、MTV「Video Music Awards Japan 2022」において「MTV Breakthrough song」を受賞。さらに、第64回日本レコード大賞「優秀作品賞」も受賞。TikTokで楽曲再生数5億回を記録した。
2024年4月17日にドラマ『くるり〜誰が私と恋をした?〜』主題歌の「I wonder」を配信し、約1か月後にTik Tok総再生回数3億回を突破。同年の第66回日本レコード大賞において優秀作品賞に選出された。
2024年12月31日に放送された『第75回NHK紅白歌合戦』へ初出場し、「I wonder」を披露した。

## メンバー
- 公式サイトにおけるプロフィールをもとに記述[27]。
- メンバー個人の詳細については、各項目を参照。

| 名前                      | 出身地         | 生年月日              | 血液型 | 備考                   |
| ------------------------- | -------------- | --------------------- | ------ | ---------------------- |
| 工藤 大輝 (TAIKI Kudo)    | 北海道小樽市   | 1987年6月28日（38歳） | B型    | リーダー・パフォーマー |
| 岩岡 徹 (TORU Iwaoka)     | 千葉県千葉市   | 1987年6月6日（38歳）  | O型    | パフォーマー           |
| 大野 雄大 (YUDAI Ohno)    | 愛知県豊橋市   | 1989年4月1日（36歳）  | A型    | ボーカル・パフォーマー |
| 花村 想太 (SOTA Hanamura) | 兵庫県伊丹市   | 1990年8月15日（35歳） | A型    | ボーカル・パフォーマー |
| 和田 颯 (HAYATE Wada)     | 群馬県伊勢崎市 | 1994年2月3日（31歳）  | O型    | パフォーマー           |

## 作品

### シングル

#### CDシングル
|          | 発売日         | タイトル             | 順位    | 順位 | 初収録アルバム           |
| オリコン | 発売日         | タイトル             | JPN Hot |      | 初収録アルバム           |
| -------- | -------------- | -------------------- | ------- | ---- | ------------------------ |
| Indies   | 2013年6月5日   | I'll be back         | 14      | —    | Da-iCE indies collection |
| 1st      | 2014年1月15日  | SHOUT IT OUT         | 4       | 7    | FIGHT BACK               |
| 2nd      | 2014年4月9日   | TOKI                 | 5       | 19   | FIGHT BACK               |
| 3rd      | 2014年8月27日  | ハッシュ ハッシュ    | 8       | 38   | FIGHT BACK               |
| 4th      | 2015年1月7日   | もう一度だけ         | 2       | 4    | EVERY SEASON             |
| 5th      | 2015年4月15日  | BILLION DREAMS       | 4       | 13   | EVERY SEASON             |
| 6th      | 2015年8月12日  | エビバディ           | 3       | 2    | EVERY SEASON             |
| 7th      | 2015年11月4日  | HELLO                | 3       | 3    | EVERY SEASON             |
| 8th      | 2016年4月6日   | WATCH OUT            | 3       | 2    | NEXT PHASE               |
| 9th      | 2016年7月20日  | パラダイブ           | 3       | 4    | NEXT PHASE               |
| 10th     | 2016年11月2日  | 恋ごころ             | 3       | 3    | NEXT PHASE               |
| 11th     | 2017年6月14日  | トニカクHEY          | 2       | 2    | BET                      |
| 12th     | 2017年8月30日  | 君色                 | 4       | 5    | BET                      |
| 13th     | 2018年1月17日  | TOKYO MERRY GO ROUND | 2       | 5    | BET                      |
| 14th     | 2018年5月30日  | FAKESHOW             | 3       | 3    | BET                      |
| 15th     | 2018年11月21日 | 雲を抜けた青空       | 5       | 5    | FACE                     |
| 16th     | 2019年4月24日  | FAKE ME FAKE ME OUT  | 3       | 3    | FACE                     |
| 17th     | 2019年12月18日 | BACK TO BACK         | 2       | 3    | FACE                     |
| 18th     | 2020年8月26日  | DREAMIN' ON          | 6       | 5    | SiX                      |
| 19th     | 2020年9月30日  | amp                  | 12      | —    | SiX                      |
| 20th     | 2020年10月28日 | image                | 8       | —    | SiX                      |
| 21st     | 2020年11月25日 | CITRUS               | 13      | 5    | SiX                      |
| 22nd     | 2020年12月23日 | EASY TASTY           | 17      | —    | SiX                      |
| 23rd     | 2021年12月22日 | liveDevil            | 8       | 5    | REVERSi                  |
| 24th     | 2025年1月15日  | FUNKEYS              | 7       | 8    | N/A                      |

#### 配信限定シングル
| 発売日         | タイトル           | 最高位  | 収録アルバム   |
| 発売日         | タイトル           | JPN Hot | 収録アルバム   |
| -------------- | ------------------ | ------- | -------------- |
| 2020年1月3日   | Phoenix            | —       | FACE           |
| 2021年3月27日  | Bubble Love        | —       | アルバム未収録 |
| 2021年6月28日  | Lights             | —       | アルバム未収録 |
| 2021年8月9日   | Kartell            | —       | REVERSi        |
| 2021年12月17日 | Promise            | 36      | REVERSi        |
| 2022年1月5日   | Break out          | —       | REVERSi        |
| 2022年1月17日  | SWITCH             | —       | REVERSi        |
| 2022年2月1日   | Clap and Clap      | —       | REVERSi        |
| 2022年2月25日  | どんな君も         | —       | アルバム未収録 |
| 2022年7月22日  | Dance Dance        | —       | アルバム未収録 |
| 2022年8月22日  | イマ               | —       | SCENE          |
| 2022年10月19日 | Answers            | —       | SCENE          |
| 2023年3月13日  | Funky Jumping      | —       | SCENE          |
| 2023年4月13日  | ダンデライオン     | 82      | SCENE          |
| 2023年10月20日 | ナイモノネダリ     | —       | MUSi-aM        |
| 2024年2月14日  | A2Z                | —       | MUSi-aM        |
| 2024年4月17日  | I wonder           | 7       | MUSi-aM        |
| 2024年7月8日   | Story              | —       | MUSi-aM        |
| 2024年11月11日 | オレンジユース     | —       | N/A            |
| 2025年4月23日  | Black and White    | —       | N/A            |
| 2025年5月19日  | サンクチュアリ     | —       | N/A            |
| 2025年7月16日  | ノンフィクションズ | —       | N/A            |

### アルバム

#### オリジナル・アルバム
|          | 発売日         | タイトル     | 順位    | 順位 | レーベル                |
| オリコン | 発売日         | タイトル     | JPN Hot |      | レーベル                |
| -------- | -------------- | ------------ | ------- | ---- | ----------------------- |
| 1st      | 2014年10月15日 | FIGHT BACK   | 3       | —    | UNIVERSAL SIGMA         |
| 2nd      | 2016年1月6日   | EVERY SEASON | 2       | 2    | UNIVERSAL SIGMA         |
| 3rd      | 2017年1月25日  | NEXT PHASE   | 4       | 3    | UNIVERSAL SIGMA         |
| 4th      | 2018年8月8日   | BET          | 3       | 3    | UNIVERSAL SIGMA         |
| 5th      | 2020年4月29日  | FACE         | 2       | 2    | UNIVERSAL SIGMA         |
| 6th      | 2021年1月20日  | SiX          | 4       | 8    | AVEX ENTERTAINMENT INC. |
| 7th      | 2023年5月24日  | SCENE        | 10      | 10   | AVEX ENTERTAINMENT INC. |
| 8th      | 2024年10月2日  | MUSi-aM      | 2       | 2    | AVEX ENTERTAINMENT INC. |

#### EP
|          | 発売日         | タイトル | 順位    | 順位 |
| オリコン | 発売日         | タイトル | JPN Hot |      |
| -------- | -------------- | -------- | ------- | ---- |
| Indies   | 2012年12月12日 | Da-iCE   | 33      | —    |
| 1st      | 2022年2月16日  | REVERSi  | 2       | 3    |

#### 配信限定アルバム
| 発売日         | タイトル                 | 順位    |
| 発売日         | タイトル                 | JPN Hot |
| -------------- | ------------------------ | ------- |
| 2016年12月12日 | Da-iCE indies collection | 35      |

#### ベスト・アルバム
|          | 発売日       | タイトル    | 順位    | 順位 |
| オリコン | 発売日       | タイトル    | JPN Hot |      |
| -------- | ------------ | ----------- | ------- | ---- |
| 1st      | 2019年6月6日 | Da-iCE BEST | 2       | 2    |

### 映像作品
|      | 発売日         | タイトル                                            | レーベル                |
| ---- | -------------- | --------------------------------------------------- | ----------------------- |
| 1st  | 2014年10月15日 | Da-iCE LIVE TOUR 2014 -PHASE 2-                     | UNIVERSAL SIGMA         |
| 2nd  | 2015年4月15日  | Da-iCE LIVE TOUR 2014 PHASE 3 〜FIGHT BACK〜        | UNIVERSAL SIGMA         |
| 3rd  | 2016年4月6日   | Da-iCE Live House Tour 2015-2016 -PHASE 4 HELLO-    | UNIVERSAL SIGMA         |
| 4th  | 2017年6月14日  | Da-iCE HALL TOUR 2016 -PHASE 5- FINAL in 日本武道館 | UNIVERSAL SIGMA         |
| 5th  | 2018年3月14日  | Da-iCE LIVE TOUR 2017 -NEXT PHASE-                  | UNIVERSAL SIGMA         |
| 6th  | 2019年6月6日   | Da-iCE 5th Anniversary Tour -BET-                   | UNIVERSAL SIGMA         |
| 7th  | 2020年6月17日  | Da-iCE BEST TOUR 2020 -SPECIAL EDITION-             | UNIVERSAL SIGMA         |
| -    | 2021年9月20日  | Da-iCE COUNTDOWN LIVE 2020-2021                     | AVEX ENTERTAINMENT INC. |
| 8th  | 2022年3月16日  | Da-iCE ARENA TOUR 2021 -SiX-                        | AVEX ENTERTAINMENT INC. |
| 9th  | 2023年1月11日  | Da-iCE ARENA TOUR 2022 -REVERSi-                    | AVEX ENTERTAINMENT INC. |
| 10th | 2024年1月17日  | Da-iCE ARENA TOUR 2023 -SCENE-                      | AVEX ENTERTAINMENT INC. |
| 11th | 2025年5月28日  | Da-iCE 10th Anniversary Arena Tour 2024 -MUSi-aM-   | AVEX ENTERTAINMENT INC. |

### 参加作品

#### シングル
- 「I got it get it（feat. Da-iCE）」（2020年3月25日発売、EXIT・シングル「EXSID」に収録。CXテレビ番組「華丸大吉&千鳥のテッパンいただきます!」エンディングテーマ）
- 「プレイメーカーfeat.大野雄大from Da-iCE」（2022年10月1日配信、11月2日発売、all at once・シングル「プレイメーカー feat.大野雄大（from Da-iCE）」に収録。EX TVアニメ「名探偵コナン」エンディングテーマ）
- 「スパロウズ」（CHEMISTRY×Da-iCE）（2023年3月1日配信、3月8日発売、シングル「スパロウズ」に収録。）

#### アルバム
- 「My Generation feat. 大野雄大、花村想太(Da-iCE)」（2013年7月17日発売、Vimclip・ミニアルバム「i」に収録）
- 「Fly Away（feat. Da-iCE）」（2015年11月4日発売、スティーヴィー・ホアン・アルバム「FOREVER」に収録）
- 「FREEDOM」（2015年12月16日発売、V.A.『#globe20th -SPECIAL COVER BEST-』に収録[34]）
- 「大阪LOVER」（2017年7月7日発売、V.A.『The best covers of DREAMS COME TRUE ドリウタVol.1』に収録
- 「二人だけの愛」村上佳佑×雄大（from Da-iCE）（2017年11月15日発売、村上佳佑・ミニアルバム「Beautiful Mind」に収録）
- 「終わりある旅」花村想太(Da-iCE) （2018年6月6日発売、V.A.『舞台「もののふシリーズ」ベストアルバム』に収録）
- 「新大阪」（2019年3月20日発売、V.A.『 The Gospellers 25th Anniversary tribute 「BOYS meet HARMONY」』に収録）

#### 配信限定シングル
- 「PLAY!17」（TRF/AAA/Da-iCEのコラボ曲、2016年7月1日）
- 「Phoenix」（テレビ朝日系新春3夜連続ドラマ『破天荒フェニックス』主題歌、2020年1月3日）
- 「Bubble Love」（CSテレ朝ドラマ「絶対にBLになる世界VS絶対にBLになりたくない男」主題歌、2021年3月27日）
- 「Lights」（「『AFKアリーナ』1周年記念アニメーションPV 」テーマソング、2021年6月28日）
- 「liveDevil -TV size」Da-iCE feat. 木村昴（『仮面ライダーリバイス』主題歌、2021年9月5日）
- 「CITRUS - From THE FIRST TAKE」（2021年4月にYouTube『THE FIRST TAKE』にて公開された音源、2021年10月26日）
- 「どんな君も」Performed by Da-iCE（ディズニー＆ピクサー「私ときどきレッサーパンダ」日本版エンドソング、2022年2月25日）
- 「Break it down」花村想太 & Lil' Fang（FAKY）（テレビ東京 TVアニメ『オリエント』第2クール淡路島激闘編クールオープニングテーマ、2022年7月11日）
- 「Don’t Mind Me (feat. 花村想太 from Da-iCE)」（2023年3月31日、Ayumu Imazu・シングル「Don’t Mind Me (feat. 花村想太)」に収録。TBS系プロ野球中継番組『S☆1 BASEBALL』テーマソング）

### ミュージック・ビデオ
| 公開日 | 公開日   | タイトル                             | リンク      | 備考       |
| 年     | 月日     | タイトル                             | リンク      | 備考       |
| ------ | -------- | ------------------------------------ | ----------- | ---------- |
| 2012年 | 5月11日  | Splash                               | [ 動画 1 ]  |            |
| 2013年 | 5月8日   | I'll be back                         | [ 動画 2 ]  | Short ver. |
| 2013年 | 12月10日 | SHOUT IT OUT                         | [ 動画 3 ]  | Short ver. |
| 2014年 | 3月14日  | TOKI                                 | [ 動画 4 ]  | Short ver. |
| 2014年 | 7月29日  | ハッシュハッシュ                     | [ 動画 5 ]  | Short ver. |
| 2014年 | 11月25日 | もう一度だけ                         | [ 動画 6 ]  | Short ver. |
| 2015年 | 3月17日  | BILLION DREAMS                       | [ 動画 7 ]  | Short ver. |
| 2015年 | 8月20日  | エビバディ                           | [ 動画 8 ]  |            |
| 2015年 | 10月9日  | HELLO                                | [ 動画 9 ]  | Short ver. |
| 2015年 | 12月9日  | Back To The Future                   | [ 動画 10 ] | Short ver. |
| 2015年 | 12月30日 | SUPER FICTION casts SKY-HI           | [ 動画 11 ] |            |
| 2016年 | 1月4日   | Every Season                         | [ 動画 12 ] | Short ver. |
| 2016年 | 3月7日   | WATCH OUT                            | [ 動画 13 ] | Short ver. |
| 2016年 | 7月27日  | パラダイブ                           | [ 動画 14 ] |            |
| 2016年 | 11月9日  | 恋ごころ                             | [ 動画 15 ] |            |
| 2016年 | 12月22日 | Into You                             | [ 動画 16 ] |            |
| 2017年 | 2月3日   | TWO AS ONE                           | [ 動画 17 ] |            |
| 2017年 | 2月3日   | BOND                                 | [ 動画 18 ] |            |
| 2017年 | 6月1日   | トニカクHEY                          | [ 動画 19 ] |            |
| 2017年 | 9月5日   | 君色                                 | [ 動画 20 ] |            |
| 2017年 | 9月12日  | 大阪LOVER                            | [ 動画 21 ] |            |
| 2017年 | 12月15日 | TOKYO MERRY GO ROUND                 | [ 動画 22 ] | Short ver. |
| 2018年 | 5月1日   | FAKESHOW                             | [ 動画 23 ] |            |
| 2018年 | 7月27日  | Flash Back                           | [ 動画 24 ] |            |
| 2018年 | 11月14日 | 雲を抜けた青空                       | [ 動画 25 ] |            |
| 2018年 | 12月24日 | この曲のせい-5Voice & acoustic ver.- | [ 動画 26 ] |            |
| 2019年 | 4月12日  | WELCOME！                            | [ 動画 27 ] |            |
| 2019年 | 4月22日  | FAKE ME FAKE ME OUT                  | [ 動画 28 ] |            |
| 2019年 | 5月24日  | イチタスイチ                         | [ 動画 29 ] |            |
| 2019年 | 6月18日  | TIME COASTER                         | [ 動画 30 ] |            |
| 2019年 | 11月28日 | BACK TO BACK                         | [ 動画 31 ] |            |
| 2019年 | 12月13日 | Damn it!                             | [ 動画 32 ] |            |
| 2020年 | 3月26日  | Flight away                          | [ 動画 33 ] |            |
| 2020年 | 8月3日   | DREAMIN' ON                          | [ 動画 34 ] |            |
| 2020年 | 12月13日 | CITRUS                               | [ 動画 35 ] |            |
| 2021年 | 8月9日   | Kartell                              | [ 動画 36 ] |            |
| 2022年 | 2月7日   | DOSE                                 | [ 動画 37 ] |            |
| 2022年 | 3月7日   | Sweet Day                            | [ 動画 38 ] |            |
| 2022年 | 3月8日   | NIGHT OWL                            | [ 動画 39 ] |            |
| 2022年 | 7月27日  | Promise                              | [ 動画 40 ] |            |
| 2022年 | 8月29日  | スターマイン                         | [ 動画 41 ] |            |
| 2023年 | 5月15日  | ダンデライオン                       | [ 動画 42 ] |            |
| 2023年 | 6月21日  | ハイボールブギ                       | [ 動画 43 ] |            |
| 2023年 | 7月16日  | Funky Jumping                        | [ 動画 44 ] |            |
| 2023年 | 11月16日 | ナイモノネダリ                       | [ 動画 45 ] |            |
| 2024年 | 2月18日  | A2Z                                  | [ 動画 46 ] |            |
| 2024年 | 4月29日  | I wonder                             | [ 動画 47 ] |            |
| 2024年 | 7月21日  | Story                                | [ 動画 48 ] |            |
| 2024年 | 10月6日  | TAKE IT BACK                         | [ 動画 49 ] |            |
| 2025年 | 1月15日  | FUNKEYS                              | [ 動画 50 ] |            |
| 2025年 | 5月23日  | Black and White                      | [ 動画 51 ] |            |
| 2025年 | 8月4日   | ノンフィクションズ                   | [ 動画 52 ] |            |

## タイアップ
| 起用年 | 楽曲名               | タイアップ先 |
| ------ | -------------------- | --- |
| 2013年 | I'll be back         | テレビ東京5月度「DANCE@TV」エンディング曲 |
| 2014年 | TOKI                 | 札幌大学 CMソング |
| 2014年 | I still love you     | UULAドラマ『僕の初恋をキミに捧ぐ』主題歌 |
| 2015年 | BILLION DREAMS       | テレビ朝日系全国放送「Break Out」4月度エンディング・トラック |
| 2016年 | 着れないままのコート | BeeTV/dビデオ『胸が鳴るのは君のせい』主題歌 |
| 2016年 | WATCH OUT            | テレビ朝日系全国放送「Break Out」4月度オープニング・トラック |
| 2016年 | パラダイブ           | テレビ朝日系「musicるTV」7月度オープニングテーマ ラグーナテンボス2016 夏 CMソング |
| 2017年 | TWO AS ONE           | 映画『劇場版 ウルトラマンオーブ 絆の力、おかりします!』主題歌 |
| 2017年 | トニカクHEY          | テレビ朝日系「musicるTV」6月度エンディングテーマ |
| 2017年 | 君色                 | タカラトミーアーツ「バンチオ バルーン(Bunch O Balloons)」公式タイアップソング |
| 2017年 | わるぐち             | dTV×FOD共同製作ドラマ『花にけだもの』主題歌 |
| 2018年 | TOKYO MERRY GO ROUND | ガリバーインターナショナル「ガリバー決算セール」CMソング |
| 2018年 | FAKESHOW             | 日本テレビ系「スッキリ」5月度エンディングテーマ |
| 2018年 | It's not over        | 「モンスターストライク プロフェッショナルズ2018 トーナメントツアー」イメージソング |
| 2018年 | 雲を抜けた青空       | 札幌テレビ「ジョシスタ あいく的」12月エンディングテーマ ABC朝日放送「今ちゃんの「実は・・・」」12月度エンディングテーマ 千葉テレビ放送「ナイツのHIT商品会議室」12月度エンディングテーマ |
| 2018年 | WELCOME!             | 東建コーポレーション「ホームメイト」CMソング |
| 2019年 | FAKE ME FAKE ME OUT  | CBCテレビ「本能Z」6月度エンディングテーマ テレビ東京系ドラマパラビ枠ドラマ『癒されたい男』主題歌                                                                                        |
| 2019年 | 一生のお願い         | dTV×FOD共同製作ドラマ『花にけだもの～Second Season～』主題歌 |
| 2019年 | イチタスイチ         | 日本テレビ系「スッキリ」6月度エンディングテーマ |
| 2019年 | TIME COASTER         | 「ようこそ!!ワンガン夏祭り THE ODAIBA 2019」テーマソング |
| 2019年 | BACK TO BACK         | MBSドラマ特区『あおざくら 防衛大学校物語』エンディングテーマ |
| 2020年 | Only for you         | TOKYO MX TVアニメ『宝石商リチャード氏の謎鑑定』エンディングテーマ |
| 2020年 | Phoenix              | テレビ朝日系新春3夜連続ドラマ『破天荒フェニックス』主題歌 |
| 2020年 | DREAMIN' ON          | フジテレビ系TVアニメ『ONE PIECE』オープニングテーマ ユニクロ「UT 21SS ONE PIECE」CMソング                                                                                               |
| 2020年 | image                | ABCマート「NUOVOストレッチブーツ」CMソング |
| 2020年 | CITRUS               | 日本テレビ系10月期日曜ドラマ『極主夫道』主題歌 トレイダーズ証券株式会社「みんなのFX」CMソング                                                                                           |
| 2020年 | Time is life         | dTV 「Da-iCEのヂカン」テーマソング |
| 2021年 | Bubble Love          | CSテレ朝ドラマ『絶対BLになる世界VS絶対BLになりたくない男』主題歌 |
| 2021年 | Lights               | 「『AFKアリーナ』1周年記念アニメーションPV」テーマソング 日本テレビ系6月期スペシャルドラマ『嘘から始まる恋』主題歌                                                                      |
| 2021年 | liveDevil            | テレビ朝日系『仮面ライダーリバイス』主題歌 ※Da-iCE feat.木村昴 名義 |
| 2021年 | Promise              | 映画『仮面ライダー ビヨンド・ジェネレーションズ』主題歌 トレイダーズ証券株式会社「みんなのFX」CMソング                                                                                  |
| 2022年 | SWITCH               | テレビ東京系ドラマプレミア23枠ドラマ『ユーチューバーに娘はやらん!』主題歌 |
| 2022年 | Break out            | テレビ東京 TVアニメ『オリエント』オープニングテーマ |
| 2022年 | Clap and Clap        | コーセーコスメポート「サンカット® ライトアップUV エッセンス」 CMソング |
| 2022年 | どんな君も           | ディズニー＆ピクサー 映画『私ときどきレッサーパンダ』日本版エンドソング |
| 2022年 | Dance Dance          | 映画『劇場版 仮面ライダーリバイス バトルファミリア』主題歌 ※Da-iCE feat.木村昴 名義 |
| 2022年 | Answers              | テレビ東京系水ドラ25枠ドラマ『キス×kiss×キス～メルティングナイト～』主題歌 |
| 2022年 | スターマイン         | 日本テレビ系「スッキリ」10月度エンディングテーマ 日本テレビ系「それって!?実際どうなの課」10月度エンディングテーマ 「マイナビジャパンビーチバレーボールツアー2023」公式テーマソング      |
| 2023年 | 絢爛なフィナーレ     | コーセーコスメポート「サンカット® ライトアップUV エッセンス」 CMソング |
| 2023年 | Funky Jumping        | CAPCOM最新作『エグゾプライマル』テーマソング |
| 2023年 | ダンデライオン       | テレビ朝日系 木曜ドラマ『ケイジとケンジ、時々ハンジ。』主題歌 |
| 2023年 | コメディアン         | フジテレビ系「Mr.サンデー」エンディングテーマ |
| 2023年 | ハイボールブギ       | 映画『探偵マリコの生涯で一番悲惨な日』主題歌 |
| 2023年 | ナイモノネダリ       | テレビ東京系 ドラマ8『ハイエナ』主題歌 |
| 2023年 | Chase                | フジテレビ系音楽情報番組「Tune」オープニングテーマ |
| 2024年 | A2Z                  | YouTubeアニメ『テイコウペンギン』オープニングテーマ |
| 2024年 | I wonder             | TBSテレビ系 火曜ドラマ『くるり〜誰が私と恋をした?〜』主題歌 |
| 2024年 | Story                | テレビ東京系TVアニメ『FAIRY TAIL 100年クエスト』オープニングテーマ |
| 2024年 | イミテーション       | キリンビバレッジ「キリンレモン」キャンペーンソング |
| 2024年 | I'll be your HERO    | 日本テレビ『DayDay.』WE LOVE DANCE「LOVEダン -高校ダンス動画フェス2025-」課題曲 |
| 2024年 | オレンジユース       | Amazon Prime Video配信ドラマ『【推しの子】』第3話主題歌 |
| 2025年 | Black and White      | テレビ朝日系 テレビ朝日火曜9時枠の連続ドラマ『天久鷹央の推理カルテ』主題歌 |
| 2025年 | ノンフィクションズ   | 2025夏の高校野球応援ソング テレビ朝日系『熱闘甲子園』テーマソング |

## 出演
※個人での出演歴は各項目を参照。

### テレビ（音楽番組を除く）
- Da-iCE music Lab（2022年2月2日 - 7月6日、日本テレビ）[43]
- Da-iCE meets GOAT（2022年6月30日 - 、MUSIC ON! TV）[44]
- MTV Unplugged: Da-iCE（2022年8月25日、MTV）- 横浜・ぴあアリーナMMにて開催
- Da-iCE Lab（2024年2月7日 - 4月10日 、日本テレビ）

### NHK紅白歌合戦出場歴
| 年度   | 放送回 | 回 | 曲目     | 備考 |
| ------ | ------ | -- | -------- | ---- |
| 2024年 | 第75回 | 初 | I wonder | -    |

### TBS『輝く!日本レコード大賞』出場歴
| 年度   | 放送回 | 回 | 曲目         | 備考             |
| ------ | ------ | -- | ------------ | ---------------- |
| 2021年 | 第63回 | 初 | CITRUS       | 大賞を受賞       |
| 2022年 | 第64回 | 2  | スターマイン | 優秀作品賞を受賞 |
| 2024年 | 第66回 | 3  | I wonder     | 優秀作品賞を受賞 |

### 吹き替え

#### 映画
- 私ときどきレッサーパンダ（2022年3月11日） - 4★TOWN 役[48]

### ラジオ
- 女子活 ARTIST BOX水曜・Da-iCE BOX（2016年10月5日 - 2017年3月29日 - 、TBSラジオ「TOKYO JUKEBOX」内）
- Da-iCEのオールナイトニッポンX(クロス)（2022年2月11日、ニッポン放送）- 岩岡・大野・花村[49]
- AuDee CONNECT（2022年4月5日 - 9月27日、JFN）- 火曜日担当 大野・花村[50]

### CM
- ファンタシースターオンライン2（2016年）[51]
- ガリバー決算セール（2018年）
- ホームメイト（2018年 - 2019年）
- トレーダーズ証券「みんなのFX」（2021年-）
- コーセーコスメポート「サンカット® ライトアップUV エッセンス」（2022年-）
- キリンレモン

### Web
- ONE LIVE（2020年1月24日・31日・2月7日、AbemaTV）
- Da-iCEのヂカン（2020年12月10日 - 、dTV / ひかりTV）
- オンラインライブ『dTV Presents Da-iCE Live@Shibuya -Escort-』（2021年3月21日 - 、dTV）

### イベント
- 「B.LEAGUE」3月特別応援アンバサダー（2022年3月）[52]
- 第5回ももいろ歌合戦 -2021年12月31日、日本武道館
- 第6回ももいろ歌合戦 -2022年12月31日、日本武道館

### 書籍
- Da-iCE FIRST PHOTO BOOK（2015年3月13日発売、主婦と生活社）ISBN 978-4-39-114658-5
- Da-iCE 2nd Photo Book with You（2016年8月5日発売、主婦と生活社）ISBN 978-4-39-114926-5
- Da-iCE 5th Anniversary Book（2019年2月2日発売、主婦と生活社）ISBN 978-4-39-115277-7
- Da-iCE DIGITAL PHOTO BOOK（2020年3月31日発売、主婦と生活社）
- Da-iCE 10th Anniversary Book（2021年6月4日、主婦と生活社）ISBN 978-4-39-115612-6
- 『＋REVERSi』（2022年6月6日発売[53]、幻冬舎）ISBN 978-4-34-403964-3

## ライブ
ライブツアー
- Da-iCE LIVE TOUR 2013 ～PHASE 0～（2013年1月10日 - 18日）
- Da-iCE LIVE TOUR -PHASE 1-（2013年5月17日 - 7月11日）
- Da-iCE LIVE TOUR 2014 -PHASE 2-（2014年3月26日 - 5月20日）
- Da-iCE LIVE TOUR 2014 PHASE 3 ～FIGHT BACK～（2014年11月3日 - 12月22日）
- Da-iCE Live House Tour 2015 -PHASE 4-（2015年5月5日 - 7月30日）
- Da-iCE Live House Tour 2015-2016 -PHASE 4 HELLO-（2015年11月21日 - 2016年2月6日）
- Da-iCE HALL TOUR 2016 -PHASE 5-（2016年7月15日 - 2017年1月17日）
- Da-iCE LIVE TOUR 2017 -NEXT PHASE-（2017年6月23日 - 12月16日）
- Da-iCE 5th Anniversary Tour -BET-（2018年9月24日 - 2019年1月14日）
- Da-iCE BEST TOUR 2019（2019年6月9日 - 2019年10月22日）
- Da-iCE BEST TOUR 2020 -SPECIAL EDITION-（2020年1月10日・11日）
- Da-iCE ARENA TOUR 2021 -SiX-（2021年6月19日 - 8月8日）
- Da-iCE TWO MAN LIVE TOUR 2022 -REVERSi-（2022年4月9日 - 7月3日）
- Da-iCE ARENA TOUR 2022 -REVERSi-（2022年7月23日 - 8月21日）
- Da-iCE FUN MEETING TOUR 2023（2023年1月9日 - 3月26日）
- Da-iCE ARENA TOUR 2023 -SCENE-（2023年6月3日 - 9月3日）
- Da-iCE 10th Anniversary Live House Tour 2024（2024年7月4日 - 8月30日）
- Da-iCE 10th Anniversary Arena Tour 2024 -MUSi-aM-（2024年11月23日 - 12月8日）

単発
- Da-iCE the SHOWCASE LIVE（2013年11月18日）
- Da-iCE 10th Anniversary LIVE（2024年1月15日）
- Da-iCE DAY 2025（2025年1月15日 - 17日）

ファンクラブ限定
- Da-iCE a-i contact VOL.2（2015年1月17日・18日）
- Da-iCE a-i contact VOL.3（2016年2月20日 - 3月31日）
- Da-iCE a-i contact VOL.4（2017年2月23日 - 3月29日）
- Da-iCE a-i contact VOL.5 ～FiGHT BaCK～（2018年4月7日 - 6月8日）
- Da-iCE a-i contact tour 2021（2021年9月11日 - 2022年1月23日）